# فیلیپ سگال
فیلیپ دیوید سگال (به انگلیسی: Philip David Segal) یک کارگردان بریتانیایی است. او در سن شانزده یا هفده سالگی از آمریکا به انگلستان مهاجرت کرد. وی در آمریکا در رشته ارتباطات دانشگاه ایالتی سن دیگو لیسانس گرفت. وی یکی از کارگردانان سریال دکتر هو است.